# イントラネット戦略
イントラネット戦略 (イントラネットせんりゃく、英: intranet strategy)は、企業においては、イントラネットとそれに関連するハードウェアおよびソフトウェアを使用して、組織の目標を達成することである。イントラネットは、組織の内部で使用されるアクセス制限されたネットワークである。イントラネットは、ワールドワイドウェブおよびインターネットと同じ概念と技術を使用している。インターネット・プロトコル・スイートで実行され、 FTP 、 TCP/IP、HTML、SMTP（Simple Mail Transfer Protocol）などのインターネットプロトコルを使用するウェブブラウザとサーバーを使う。

## イントラネットの役割
イントラネットは通常、次の4種類のアプリケーションに使用される。
1）コミュニケーションとコラボレーション
- 電子メール、ファックス、ボイスメール、ページングの送受信
- ディスカッションルームとチャットルーム
- 音声/ビデオ会議
- 仮想チーム会議とプロジェクト共同作業
- イベントとしてのオンライン企業ディスカッション（例：IBM Jams）
- 社内ブログ

2）Webパブリッシング
- 次のようなハイパーリンクされたマルチメディア文書を開発・公開する。
  - ポリシーマニュアル
  - 会社のニュースレター
  - 製品カタログ
  - 技術図面
  - トレーニング教材
  - 電話帳

3）事業運営および管理
- 注文処理
- 在庫管理
- 生産のセットアップと制御
- 経営情報システム
- データベースアクセス

4）イントラネットポータル管理
- サーバー、クライアント、セキュリティ、ディレクトリ、トラフィックを含むすべてのネットワーク機能の一元管理
- ユーザーにさまざまな社内外のビジネスツール/アプリケーションへのアクセスを提供
- さまざまなテクノロジーの統合
- 戦略を特定して確認するために定期的なユーザー調査を実施（ランダムサンプル調査、ユーザビリティテスト、フォーカスグループ、ワイヤーフレームを活用した詳細なインタビューなど）

## なぜイントラネット戦略を持つのか？
イントラネット戦略は、適切なコストと予算で計画された整然としたプロセスを前提としており、イントラネットを使用する予定の関係者との協議を含み、既存のシステムとの効率的な統合と古いシステムの段階的廃止を可能にする。イントラネットがスケールしてより安全に保ち、イントラネットを「所有」する指定部門の手で制御と品質を維持し、「投資」が組織の期待に沿っていることを確認することで、イントラネット戦略の長期的な利益を得ることができる。 

## イントラネットの潜在的な利点
- 印刷、配布、紙のコストの削減-特にポリシーマニュアル、会社のニュースレター、製品カタログ、技術図面、トレーニング資料、電話帳
- 使いやすい-特別なトレーニング不要
- 安価に使用可能
- 中程度の初期セットアップコスト（ハードウェアとソフトウェア）
- 標準化されたネットワークプロトコル（TCP/IP）、ドキュメントプロトコル（HTML）、およびファイル転送プロトコル（ftp）はすでに確立されており、すべてのプラットフォームに適用可能
- 企業全体で使用可能
- 従業員のトレーニングコストの削減
- 販売およびマーケティングコストの削減
- オフィスの管理と会計のコストの削減
- アクセスのしやすさにより、従業員がより自由に、より生産的にコミュニケーションとコラボレーションを行うことができ、より統合された企業を実現できる

## イントラネットの潜在的な欠点
- これは進化するテクノロジーであり、アップグレードが必要であり、ソフトウェアの非互換性の問題が発生する可能性がある
- セキュリティ機能が不十分な場合がある
- 不十分なシステムパフォーマンス管理と不十分なユーザーサポート
- 適切にスケールアップできない可能性
- コンテンツの維持には時間がかかる場合がある
- 一部の従業員は自分のデスクにPCを持っていない可能性がある
- イントラネットの開発における組織の目的は、ユーザーのニーズと一致しない場合がある